# 7 dagar i maj
7 dagar i maj (originaltitel: Seven Days in May) är en amerikansk politisk thrillerfilm från 1964 i regi av John Frankenheimer. Manus skrevs av Rod Serling, efter Fletcher Knebels och Charles W. Bailey II:s roman Seven Days in May från 1962.
Filmen nominerades till två Oscar, för bästa scenografi och bästa manliga biroll. Edmond O'Brien nominerades till bästa biroll. Han vann inte, men vann däremot en Golden Globe i samma kategori. Filmen tilldelades även danska Bodilpriset i kategorin "bästa amerikanska film".

## Handling
President Lyman (spelad av Fredric March) ingår ett nedrustningsavtal med Sovjetunionen, vilket leder till att militärledningen i USA (Joint Chiefs of Staff) planerar att ta över makten genom en statskupp, ledda av den karismatiske flygvapengeneralen James Mattoon Scott (Burt Lancaster). En överste vid marinkåren vid namn Martin "Jiggs" Casey (Kirk Douglas), som personligen inte stödjer Lyman, får reda på planerna men hur ska han agera?

## Rollista
- Burt Lancaster – James Mattoon Scott
- Kirk Douglas – Martin "Jiggs" Casey
- Fredric March – Jordan Lyman, president
- Ava Gardner – Eleanor Holbrook
- Edmond O'Brien – senator Raymond Clarke
- Martin Balsam – Paul Girard
- Andrew Duggan – William "Mutt" Henderson
- Hugh Marlowe – Harold McPherson
- Whit Bissell – senator Frederick Prentice
- Helen Kleeb – Esther Townsend
- George Macready – Christopher Todd
- Richard Anderson – Murdock